# Agdistis huemeri
Agdistis huemeri là một loài bướm đêm thuộc họ Pterophoridae. Nó được tìm thấy ở Iran và Turkmenistan (Kopet-Dagh).